# Rhorus tristis
Rhorus tristis är en stekelart som först beskrevs av Léon Abel Provancher 1886.  Rhorus tristis ingår i släktet Rhorus och familjen brokparasitsteklar. Inga underarter finns listade i Catalogue of Life.